# Aloe keithii
Aloe keithii é uma espécie de liliopsida do gênero Aloe, pertencente à família Asphodelaceae.